# San José de la Montaña (Colombia)
San José de la Montaña è un comune della Colombia facente parte del dipartimento di Antioquia.
Il centro abitato venne fondato da Esteban Velasquez Restrepo nel 1916, mentre l'istituzione del comune è del 30 ottobre 1964.